# Alberto Azzo II. d’Este

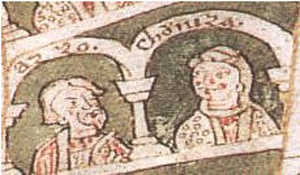
Darstellung Albert Azzos II. und seiner ersten Gattin Kunigunde

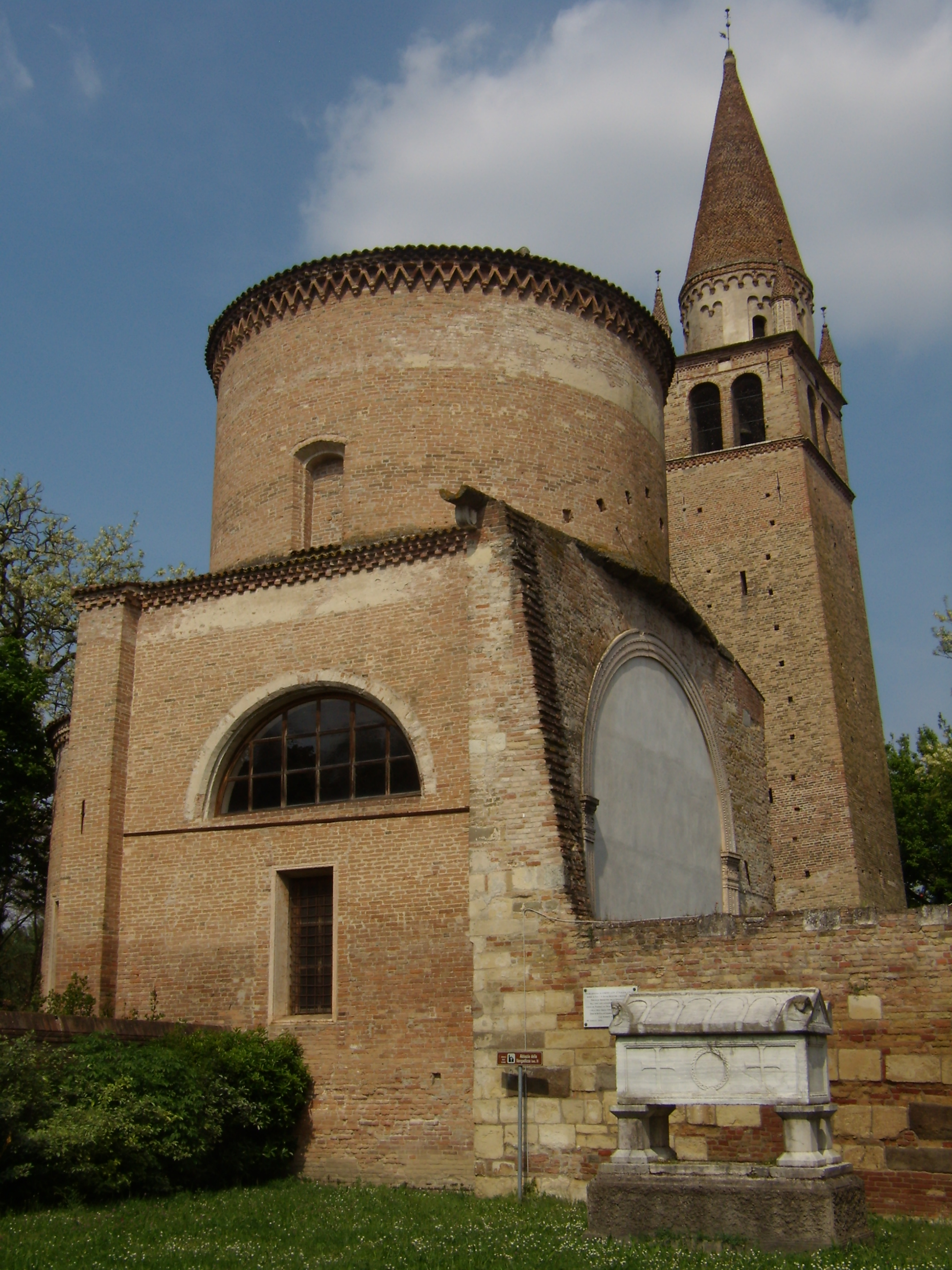
Grab Albert Azzos II. Abtei Vangadizza in Badia Polesine

Alberto Azzo II. d’Este († 1097) aus der italienischen Familie Obertenghi ist der Stammvater des Adelsgeschlechts Este. Als solcher ist er über seine Söhne zugleich Stammvater der jüngeren Welfen (Haus Welf-Este) und der eigentlichen Este (Haus Fulc-Este).
Er gründete 1056 die Stadt Este, nach der er und dann auch seine Nachkommen ihren Namen führten. Er war der Sohn Alberto Azzos I., von dem er Ländereien in Nord- und Mittelitalien erbte.
Sein Geburtsdatum ist unklar. Erstmals 1021 tritt er als Zeuge in einer Urkunde auf. Das Bernoldi Chronicon berichtet, er sei bei seinem Tod über hundert Jahre alt gewesen.
Alberto Azzo II. heiratete um 1035 in erster Ehe Gräfin Kunigunde von Altdorf, die Schwester des Herzogs Welf III. († 31. März vor 1055), in zweiter Ehe Garsende von Maine, die Tochter des Grafen Herbert I.
Sowohl Kunigunde als auch Garsende waren als letzte ihrer Familien Erbtöchter. Kunigunde erhielt nach dem Tod ihres Bruders den umfangreichen Besitz der (älteren) Welfen in Oberschwaben, Garsende brachte die Anwartschaft auf Maine mit in die Ehe. Letzteres brachte Alberto Azzo dazu, hier einzugreifen. Nachdem die Familie seiner Frau 1062 in männlicher Linie ausgestorben war und mehrfach in weiblicher Linie vererbt wurde, machte er sich 1070, nachdem er durch einen Aufstand ins Land gerufen worden war, zum Grafen von Maine. Er konnte seinen Anspruch einige Jahre durchsetzen, verlor aber die Grafschaft 1072 wieder an den Herzog Robert II. von der Normandie.
Letztmals unterzeichnete er am 13. April 1097 eine Schenkungsurkunde an das Kloster Vangadizza. Er starb im selben Jahr und wurde in ebendiesem Kloster begraben.
Er hatte aus den beiden Ehen drei Söhne, die die zwei Familienlinien begründeten:
- Welf IV. (Guelfo; * 1030/40–1101), Herzog von Bayern 1070, der älteste Sohn, stammte aus der ersten Ehe. Er ist der Stammvater der jüngeren deutschen Welfenlinie (Welf-Este), die bis ins britische Königshaus reicht und als Haus Hannover noch heute blüht.
- Hugo V. († um 1131), aus der zweiten Ehe stammend, Graf von Maine (1069–1072), Titulargraf (1072–1090), Graf (1090–1093), Titulargraf (1093–1131), starb ohne Nachkommen.
- Die jüngere italienische Linie (Fulc-Este oder nur Este) begann mit Fulco I. d’Este († um 1128/35), dem dritten Sohn. Seine Nachkommen führten seit 1171 den Titel eines Markgrafen von Este.